# Бардо (музей)
Национальный музей Бардо (фр. Le musée national du Bardo, араб. المتحف الوطني بباردو‎) — музей римской мозаики и других (преимущественно античных) артефактов изобразительного искусства. Находится в Бардо, предместье города Тунис.

Расположен во дворце, построенном в XIII веке для Хафсидов. В 1885 году принято решение о создании музея, который был открыт для публичных посещений в 1888 году под названием Алауи. 

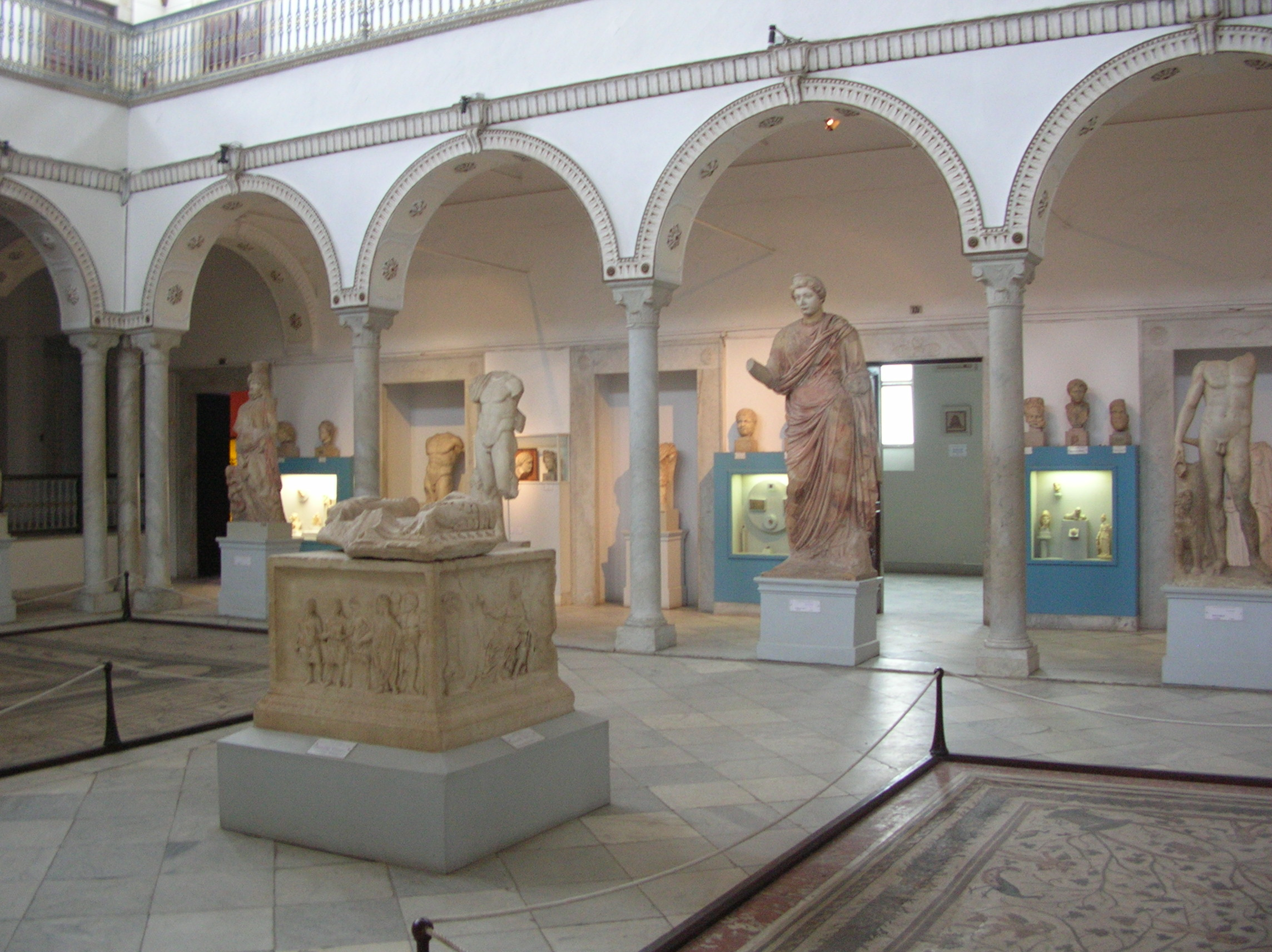
Зал карфагенского искусства

Бардо — крупнейший после Каирского египетского музея археологический музей в Африке. Один из самых известных экспонатов — роскошный карфагенский панцирь.
Экспозиция включает в себя 6 разделов: доисторический период, пунический период, искусство Нумидийского царства, подводные сокровища Махдии, поздняя античность и исламский период. В отделке помещений использованы керамические панно из Калладина и мавританская роспись по дереву.
Музей 18 марта 2015 года подвергся атаке террористов, погиб 21 человек. Подробнее см. Теракт в Национальном музее Бардо.